# Trận Bosworth
Trận Bosworth là trận đánh áp chót trong cuộc chiến tranh Hoa Hồng, cuộc nội chiến giữa nhà Lancaster và Nhà York nổ ra trên khắp nước Anh vào nửa cuối của thế kỷ 15. Diễn ra ngày 22 tháng 8, 1485, và chiến thắng đã đến với Lancaster. Nhà lãnh đạo của họ, Henry Tudor, Bá tước xứ Richmond, đã trở thành quốc vương Anh đầu tiên của triều đại nhà Tudor bởi chiến thắng tuyệt đối của ông và sau khi kết hôn với một công chúa nhà York. Đối thủ của ông Richard III, vị vua cuối cùng của nhà York bị giết trên chiến trường. Henry VII lên ngôi cho lột trần truồng xác Richard, vắt lên lưng ngựa và đem về phơi 2 ngày ở Leicester. Các nhà sử học cho rằng trận Bosworth là thời điểm đánh dấu sự kết thúc của triều đại nhà Plantagenet, làm cho nó trở thành một trong những khoảnh khắc lịch sử Anh.
Richard lên ngôi năm 1483 khi ông soán ngôi của người cháu trai 12 năm tuổi của mình là Edward V. Cậu bé và em trai sớm biến mất, nhiều người đã rất đau lòng và họ bắt đầu xa lánh Richard sau những tin đồn dính líu đến cái chết của người vợ, Anne Neville.

### Văn học
Sách
- Adams, Michael (2002). Echoes of War: a Thousand Years of Military History in Popular Culture. Kentucky, United States: University Press of Kentucky. ISBN 0-8131-2240-6. Truy cập ngày 12 tháng 5 năm 2009.
- Baker, John (2003). The Oxford History of the Laws of England 1483–1558. The Oxford History of the Laws of England. Quyển VI. Oxford: Oxford University Press. ISBN 0-19-825817-8. Truy cập ngày 16 tháng 4 năm 2009.
- Britnell, Richard (1997). "Country Politics". The Closing of the Middle Ages?: England, 1471–1529. Oxford: Blackwell Publishing. ISBN 0-631-16598-3.
- Burrow, Colin (2000). "The Sixteenth Century". Trong Kinney, Arthur (biên tập). The Cambridge Companion to English Literature, 1500–1600. Cambridge: Cambridge University Press. ISBN 0-521-58758-1. Truy cập ngày 8 tháng 3 năm 2009.
- Carpenter, Christine (2002) [1997]. The Wars of the Roses: Politics and the Constitution in England, c. 1437–1509. Cambridge Medieval Textbooks. New York: Cambridge University Press. ISBN 0-521-31874-2. Truy cập ngày 16 tháng 3 năm 2009.
- Chrimes, Stanley (1999) [1972]. Henry VII. Yale English Monarchs. New Haven, Connecticut; and London: Yale University Press. ISBN 0-300-07883-8. Truy cập ngày 20 tháng 4 năm 2009.
- Coursen, Herbert (2000). "Three films of Richard III". Trong Jackson, Russell (biên tập). The Cambridge Companion to Shakespeare on Film (ấn bản thứ 4). Cambridge: Cambridge University Press. ISBN 0-521-63975-1. Truy cập ngày 17 tháng 5 năm 2009.
- Coward, Barry (1983). "The Rise of the Stanleys, 1385–1504". The Stanleys, Lords Stanley, and Earls of Derby, 1385–1672: The Origins, Wealth, and Power of a Landowning Family. Manchester: Manchester University Press. ISBN 0-7190-1338-0. Truy cập ngày 13 tháng 4 năm 2009.
- Davies, Anthony (1990) [1988]. Filming Shakespeare's Plays: the Adaptations of Laurence Olivier, Orson Welles, Peter Brook and Akira Kurosawa. Cambridge: Cambridge University Press. ISBN 0-521-77341-5. Truy cập ngày 13 tháng 4 năm 2009.
- Davies, Anthony (2000). "The Shakespeare Films of Laurence Olivier". Trong Jackson, Russell (biên tập). The Cambridge Companion to Shakespeare on Film (ấn bản thứ 4). Cambridge: Cambridge University Press. ISBN 0-521-63975-1. Truy cập ngày 17 tháng 5 năm 2009.
- Downing, Brian (1992) [1991]. The Military Revolution and Political Change: Origins of Democracy and Autocracy in Early Modern Europe. New Jersey: Princeton University Press. ISBN 0-691-02475-8. Truy cập ngày 5 tháng 6 năm 2009.
- Dunn, Diana, biên tập (2000). "Introduction". War and Society in Medieval and Early Modern Britain. Liverpool: Liverpool University Press. ISBN 0-85323-885-5. Truy cập ngày 20 tháng 4 năm 2009.
- Edelman, Charles (1992). Brawl Ridiculous: Swordfighting in Shakespeare's Plays. Manchester: Manchester University Press. ISBN 0-7190-3507-4. Truy cập ngày 13 tháng 4 năm 2009.
- Elton, Geoffrey (2003) [1992]. "Henry VII". Studies in Tudor and Stuart Politics and Government: Volume 4, Papers and Reviews 1982–1990. Studies in Tudor and Stuart politics and government. Quyển 4. London: Cambridge University Press. ISBN 0-521-53317-1. Truy cập ngày 16 tháng 5 năm 2009.
- Gravett, Christopher (1999). Bosworth 1485: Last Charge of the Plantagenets. Campaign. Quyển 66. Oxford: Osprey Publishing. ISBN 1-85532-863-1. Truy cập ngày 16 tháng 3 năm 2009.[liên kết hỏng]
- Grene, Nicholas (2002) [2001]. Shakespeare's Serial History Plays. Cambridge: Cambridge University Press. ISBN 0-521-77341-5. Truy cập ngày 13 tháng 4 năm 2009.
- Harriss, Gerald (2007) [2005]. "The Gentry: War and Chivalry". Shaping the Nation: England 1360–1461. Oxford: Oxford University Press. ISBN 0-19-921119-1. Truy cập ngày 5 tháng 4 năm 2009.
- Hicks, Michael (1995). "The Sources". Trong Pollard, Anthony (biên tập). The Wars of the Roses. Problems in Focus. London: MacMillan Press. ISBN 0-333-60166-1.
- Hicks, Michael (2002) [1998]. Warwick the Kingmaker. Oxford: Blackwell Publishing. ISBN 0-631-23593-0. Truy cập ngày 12 tháng 2 năm 2009.
- Horrox, Rosemary (1991) [1989]. Richard III: A Study of Service. Cambridge Studies in Medieval Life and Thought. New York: Cambridge University Press. ISBN 0-521-40726-5. Truy cập ngày 6 tháng 5 năm 2009.
- Jones, Michael; Underwood, Malcolm (1993). The King's Mother: Lady Margaret Beaufort, Countess of Richmond and Derby. Cambridge: Cambridge University Press. ISBN 0-521-44794-1. Truy cập ngày 8 tháng 3 năm 2009.
- Lander, Jack (1981) [1980]. "Richard III". Government and Community: England, 1450–1509. Massachusetts, United States: Harvard University Press. ISBN 0-674-35794-9. Truy cập ngày 26 tháng 5 năm 2009.
- Laynesmith, Joanna (2005) [2004]. The Last Medieval Queens: English Queenship 1445–1503. New York: Oxford University Press. ISBN 0-19-927956-X. Truy cập ngày 16 tháng 4 năm 2009.
- Lull, Janis; Shakespeare, William (1999). King Richard III. The New Cambridge Shakespeare. Cambridge: Cambridge University Press. ISBN 0-521-27632-2. Truy cập ngày 8 tháng 4 năm 2009.
- Mackie, John (1983) [1952]. The Earlier Tudors, 1485–1558. Oxford History of England. Quyển 7. Oxford: Oxford University Press. ISBN 0-19-821706-4. Truy cập ngày 19 tháng 5 năm 2009.
- Major, John (1892). Mackay, Aeneas James George (biên tập). A History of Greater Britain as well England as Scotland. Edinburgh: Scottish History Society. Truy cập ngày 5 tháng 5 năm 2011.
- Mitchell, Rosemary (2000). Picturing the Past: English History in Text and Image, 1830–1870. Oxford: Oxford University Press. ISBN 0-19-820844-8. Truy cập ngày 16 tháng 4 năm 2009.
- Morgan, Philip (2000). "The Naming of Battlefields in the Middle Ages". Trong Dunn, Diana (biên tập). War and Society in Medieval and Early Modern Britain. Liverpool: Liverpool University Press. ISBN 0-85323-885-5. Truy cập ngày 20 tháng 4 năm 2009.
- Pugh, Thomas (1992). "Henry VII and the English Nobility". Trong Bernard, George (biên tập). The Tudor Nobility. Manchester: Manchester University Press. ISBN 0-7190-3625-9. Truy cập ngày 8 tháng 3 năm 2009.
- Ross, Charles (1997) [1974]. Edward IV. Yale English Monarchs . New Haven, Connecticut; and London: Yale University Press. ISBN 0-300-07372-0. Truy cập ngày 16 tháng 3 năm 2009.
- Ross, Charles (1999) [1981]. Richard III. Yale English Monarchs. New Haven, Connecticut; and London: Yale University Press. ISBN 0-300-07979-6.
- Rowse, Alfred (1998) [1966]. Bosworth Field and the Wars of the Roses. Hertfordshire, United Kingdom: Wordsworth Military Library. ISBN 1-85236-691-4. {{Chú thích sách}}: Kiểm tra giá trị |isbn=: giá trị tổng kiểm (trợ giúp)
- Saccio, Peter (2000) [1977]. Shakespeare's English Kings: History, Chronicle, and Drama. Oxford: Oxford University Press. ISBN 0-19-512319-0. Truy cập ngày 12 tháng 4 năm 2009.

Periodicals
- Foard, Glenn (2010 /June). "Discovering Bosworth". British Archaeology. số 112. York, United Kingdom: Council for British Archaeology. ISSN 1357-4442. {{Chú thích tạp chí}}: Kiểm tra giá trị ngày tháng trong: |year= (trợ giúp)Quản lý CS1: năm (liên kết)
- Williamson, Tom (2008). "Foreword" (PDF). The Prospect. số 8. Norfolk, United Kingdom: University of East Anglia: Landscape Group. Bản gốc (PDF) lưu trữ ngày 21 tháng 1 năm 2012. Truy cập ngày 29 tháng 10 năm 2009.

Nguồn trực tuyến
- Foard, Glenn (2004). "Bosworth Battlefield: A Reassessment" (PDF). United Kingdom: Battlefields Trust. Truy cập ngày 29 tháng 5 năm 2009. {{Chú thích tạp chí}}: Chú thích magazine cần |magazine= (trợ giúp)
- Wainwright, Martin (ngày 28 tháng 10 năm 2009). "Battle of Bosworth: Dig Finally Pins Down Long Disputed Site". The Guardian. London: Guardian Media Group. Truy cập ngày 29 tháng 10 năm 2009.
- Walker, Bob (ngày 28 tháng 10 năm 2009). "New Battle over Bosworth's Site". BBC Radio 5 Live. United Kingdom: BBC. Truy cập ngày 29 tháng 10 năm 2009.
- "English Heritage Battlefield Report: Bosworth Field 1471" (PDF). Swindon, United Kingdom: English Heritage. 1995. Truy cập ngày 15 tháng 11 năm 2010.
- "The Bosworth Campaign". UK Battlefields Resource Centre. United Kingdom: Battlefields Trust. 2004. Truy cập ngày 20 tháng 3 năm 2009.